# Rimjhim Mitra
Pour les articles homonymes, voir Mitra.
 (avril 2019).
Rimjhim Mitra est une actrice de télévision et de cinéma bengalie. En 2010, elle a participé à une émission de télé-réalité bengalie. En 2013, elle remporta la saison 1 de Jhalak Dikhla Jaa Bangla, diffusée sur ETV Bangla.

## Filmographie

### Cinéma
- 2009 : Connexion croisée
- 2009 : Mallick Bari
- 2012 : Jug Jug Jio
- 2012 : Paglu 2 [3]
- 2012 : Keno Mon Take Chay
- 2012 : Teen Yaari Katha
- 2013 : Mahapurush O Kapurush
- 2013 : Mission finale
- 2014 : Teen Patti
- 2015 : Ebar Shabor
- 2016 : Kalkijug

### Télévision
(août 2021).
- 2005 : Ekdin Pratidin
- 2009 : Agnipariksha
- 2012 : Checkmate
- 2015 : Mon Niye Kachakachi
- 2018–présent : Krishnakoli
- Behula
- Kotha Dilam
- Babu-Sona
- Bigg Boss Bangla 14
- Joy Baba Loknath

## Opinions politiques
Elle a annoncé avoir rejoint le Bharatiya Janata Party en juillet 2019.